# Juan Amado y Lemus
Juan Amado y Lemus fue un poeta y comediante español.
Nació en Badajoz a mediados del siglo XVI. En Portugal, especialmente en Lisboa y Oporto, representaba comedias, algunas de ellas escritas por él mismo. Felipe II estuvo en Badajoz durante cincuenta días, mientras el duque de Alba conquistaba Portugal, y allí se entretenía con las funciones que Amado llevaba a cabo en la ciudad; algunas de ellas, en colaboración con Diego Sánchez de Badajoz.